# Ваља Милковулуј (Вранча)
Ваља Милковулуј (рум. Valea Milcovului) насеље је у Румунији у округу Вранча у општини Региу. Oпштина се налази на надморској висини од 333 m.

## Становништво
Према подацима из 2002. године у насељу је живело 276 становника, од којих су сви румунске националности.